# Sestu
Sestu – miejscowość i gmina we Włoszech, w regionie Sardynia, w prowincji Cagliari.
Według danych na rok 2004 gminę zamieszkiwało 15 121 osób, 315 os./km². Graniczy z Assemini, Cagliari, Elmas, Monastir, Monserrato, San Sperate, Selargius, Serdiana i Settimo San Pietro.